# Marstallgericht

Das ursprüngliche Burrecht im Jahre 1552

Das 1669 errichtete Burrecht, Ausschnitt aus einer Radierung von Johann Marcus David (1797)

Das Burrecht in seinem letzten Zustand (1840)

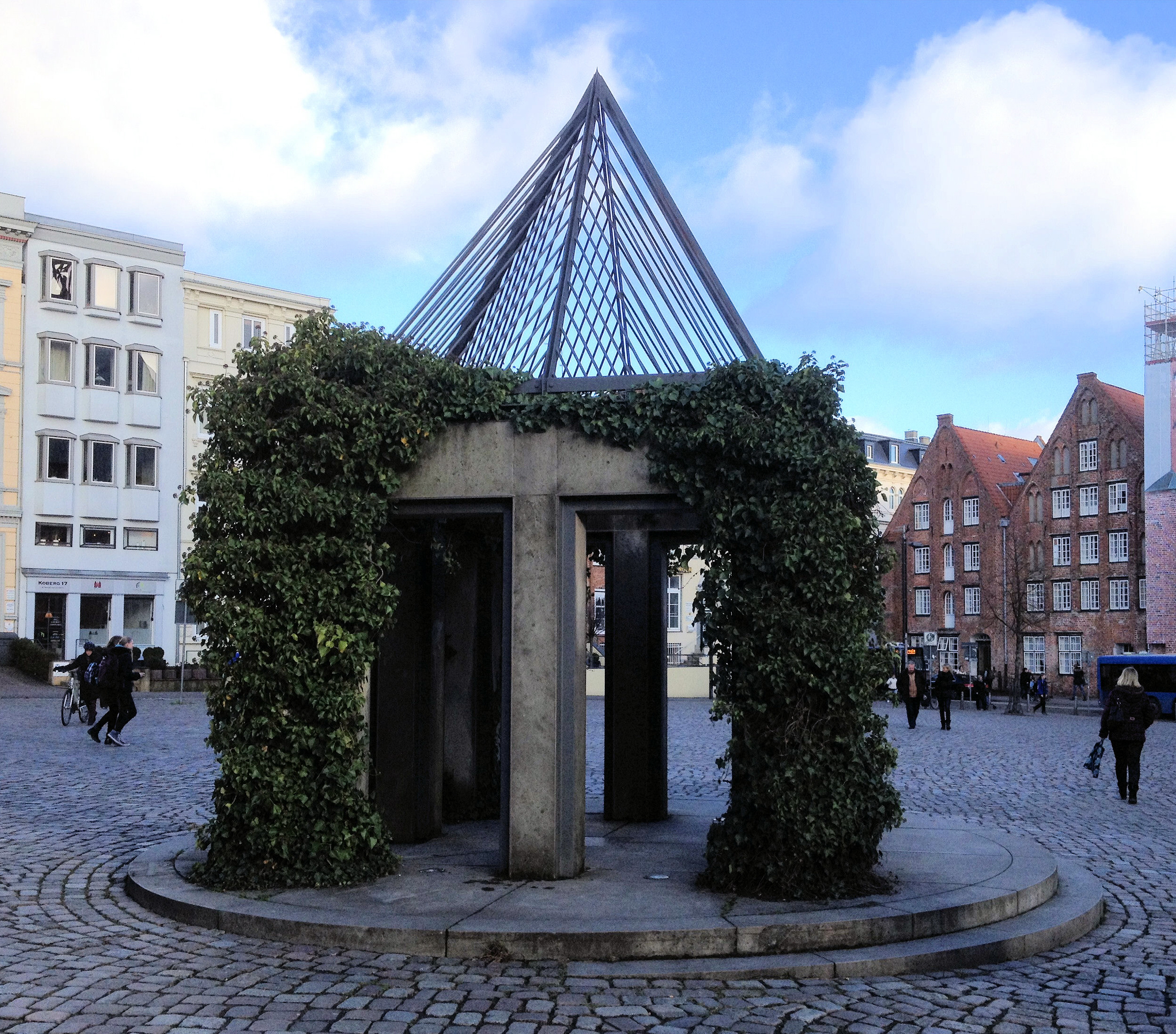
Neues Burrecht (Zustand 2015)

Das Land- und Marstallgericht, allgemein kurz Marstallgericht genannt und im Volksmund als Bauerrecht oder Burrecht bekannt, war ein Lübecker Gericht.

## Zuständigkeit und Organisation
Das Marstallgericht war ein erstinstanzliches Gericht, dessen Zuständigkeitsbereich das Lübecker Territorium außerhalb der Torzingel, aber innerhalb der Landwehr war. In zivilrechtlichen Angelegenheiten entsprachen seine Kompetenzen vollständig denen des Niedergerichts, bei Ehrdelikten und Strafsachen eingeschränkt, da es nicht befugt war, mit Körperstrafen oder Todesstrafen zu ahndende Vergehen zu verhandeln; diese waren dem Lübecker Niedergericht vorbehalten.
Die Richter des Marstallgerichts waren die Marstallherren, wobei es sich stets um den neunten und den zehnten Ratsherren der Ratshierarchie handelte, die auch für die Verwaltung des Gebiets innerhalb der Landwehr zuständig waren. Die Parteien eines Rechtsstreits mussten grundsätzlich persönlich vor Gericht erscheinen; eine Vertretung durch sogenannte Prokuratoren war nur ausnahmsweise und mit Genehmigung zulässig.

## Geschichte
Das Marstallgericht bestand ab einem nicht mehr feststellbaren Zeitpunkt des Mittelalters. Bis ins ausgehende 15. Jahrhundert waren die Herren des Marstalls nur die Verhandlungsführenden und bestimmten das Strafmaß, während die Urteilsfindung zu diesem Zweck bestellten und vereidigten Bewohnern des Landgebiets oblag. Danach waren die beiden Ratsherren die alleinigen Richtenden.
Das Marstallgericht bestand bis zur Annexion Lübecks durch das Kaiserreich Frankreich am 1. Januar 1811, wurde aber nicht umgehend aufgelöst, sondern tagte wie die übrigen alten Lübecker Gerichte der ersten Instanz noch provisorisch für einige Monate, bis schließlich im Juli die neuen juristischen Strukturen geschaffen waren. Das nach dem Ende der Franzosenzeit 1813 neu eingerichtete Landgericht knüpfte in Zuständigkeitsgebiet und Kompetenzen in vieler Hinsicht an das alte Marstallgericht an, war mit ihm jedoch nicht identisch.

## Tagungsort
Das Marstallgericht tagte ursprünglich unter freiem Himmel auf dem Koberg. Von einem nicht dokumentierten Zeitpunkt an, mindestens aber seit 1552, stand den Richtern dort ein kleines Gebäude zur Verfügung. In der Mitte des 18. Jahrhunderts wurden die Sitzungen in das Marstallgebäude verlegt, wo sie bis zur Auflösung des Marstallgerichts 1811 abgehalten wurden.

## Burrecht
Das für die Marstallherren auf dem Koberg errichtete, nach dem dort tagenden Gericht als Burrecht bekannte Gebäude ist auf der Stadtansicht des Elias Diebel von 1552 zu erkennen: Auf einem niedrigen zweistufigen Sockel befand sich ein Pavillon mit quadratischem Grundriss und Pyramidendach, auf dessen Spitze sich eine Wetterfahne erhob. 
1696 wurde das baufällige Gerichtshäuschen durch einen ähnlich gestalteten Neubau des Stadtbaumeisters Anton Petrini ersetzt und erhielt als neuen Dachschmuck eine Statue der Justitia, die aber vermutlich entfernt wurde, nachdem das Marstallgericht in der Mitte des 18. Jahrhunderts den beengten und wenig komfortablen Tagungsort aufgegeben hatte und fortan ausschließlich im Marstallgebäude tagte.
Von 1758 an diente das Burrecht genannte ehemalige Gerichtshaus dem Verkauf von Kuhfleisch; bei einer Renovierung im Jahre 1799 wurde das Pyramidendach durch ein geschweiftes Kuppeldach ersetzt. In den folgenden Jahrzehnten verschlechterte sich der bauliche Zustand des Burrechts zunehmend. 1835 wurde sein Abbruch angeregt, und als ein Besuch des dänischen Königs Christian VIII. im Sommer 1840 anstand, schämte man sich des verfallenen Bauwerks so sehr, dass die Bürgerschaft seinen raschen Abriss beschloss, der am 24. August erfolgte.
Im Zuge einer Neugestaltung des Kobergs in den 1990er Jahren wurde 1997 mit Förderung der Possehl-Stiftung eine Neuinterpretation des Burrechts in Anlehnung an die historische Gerichtslaube zusammen mit einem Sod (Brunnen) nach einem Entwurf der Architekten Meyer & Fleckenstein in Hamburg errichtet.